# Sudce, Liubeșiv
Sudce (în ucraineană Судче) este localitatea de reședință a comunei Sudce din raionul Liubeșiv, regiunea Volînia, Ucraina.

## Demografie
Componența lingvistică a localității Sudce
     Ucraineană (99,37%)
     Alte limbi (0,63%)
Conform recensământului din 2001, majoritatea populației localității Sudce era vorbitoare de ucraineană (99,37%), existând în minoritate și vorbitori de alte limbi.